# 柬埔寨驻华大使馆
柬埔寨王国驻中华人民共和国大使馆，简称柬埔寨驻华大使馆，是柬埔寨王国在中华人民共和国的最高外交代表机构。馆址位于中国北京市朝阳区东直门外大街9号。

## 历史沿革
1958年7月19日，中柬建交，两国随即互设大使馆。